# YuBliss
Yubliss é uma rede social em língua portuguesa e inglesa, com conteúdo diferenciado , voltada para a autoavaliação. Através da apresentação de uma série de mitos modernos, permite aos usuários analisarem e entenderem as razões que os levam a  agir por impulso, ou inconscientemente buscar satisfazer as expectativas ditadas pelo marketing e normas da sociedade moderna.
O YuBliss foi lançado em 2 de Fevereiro de 2009, sendo idealizado por John Lima e Marcela Luna. Em 16 de Dezembro de 2014 a rede social foi encerrada.

## História
A ideia da criação desta rede social surgiu da vontade de se "liberar", de se encontrar e de sermos nós mesmos (seguir nosso bliss). Baseado na Califórnia, YuBliss  é inspirado em ideias junguianas e no trabalho do escritor norte-americano, Joseph Campbell. Sua concepção e criação, deve-se a John Lima e Marcela Luna. Os conteúdos de mitologia são de autoria do filósofo Sam Keen, discípulo de Joseph Campbell.
YuBliss estimula seus usuários a compartilhar suas experiências contando suas histórias sob a ótica de mitos, de modo que possam identificar quais deles regem suas vidas. E, após essa identificação, possam escolher entre seguí-los ou quebrá-los, libertando-se das forças que os governam e podendo alinhar a vida com sua identidade e essência genuínos.